# Castello di Achleiten
Il castello di Achleiten (in tedesco Schloss Achleiten) si trova nell'omonima frazione del comune austriaco di Kematen an der Krems nel Distretto di Linz-Land appartenente al Land dell'Alta Austria. La sua storia inizia nel XII secolo.

## Storia

Castello di Achleithen in un'incisione del 1674, opera di Georg Matthäus Vischer

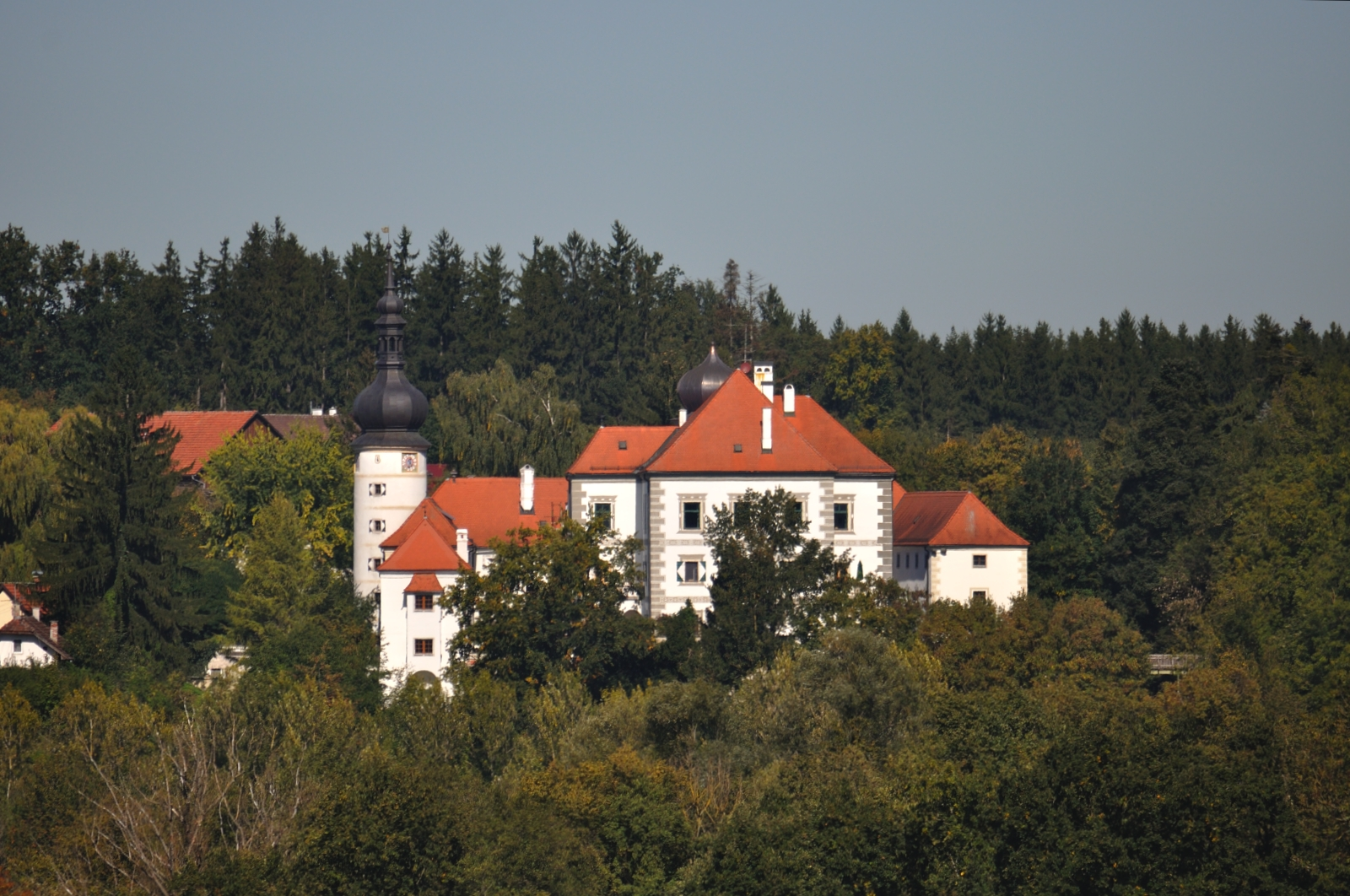
Castello di Achleiten

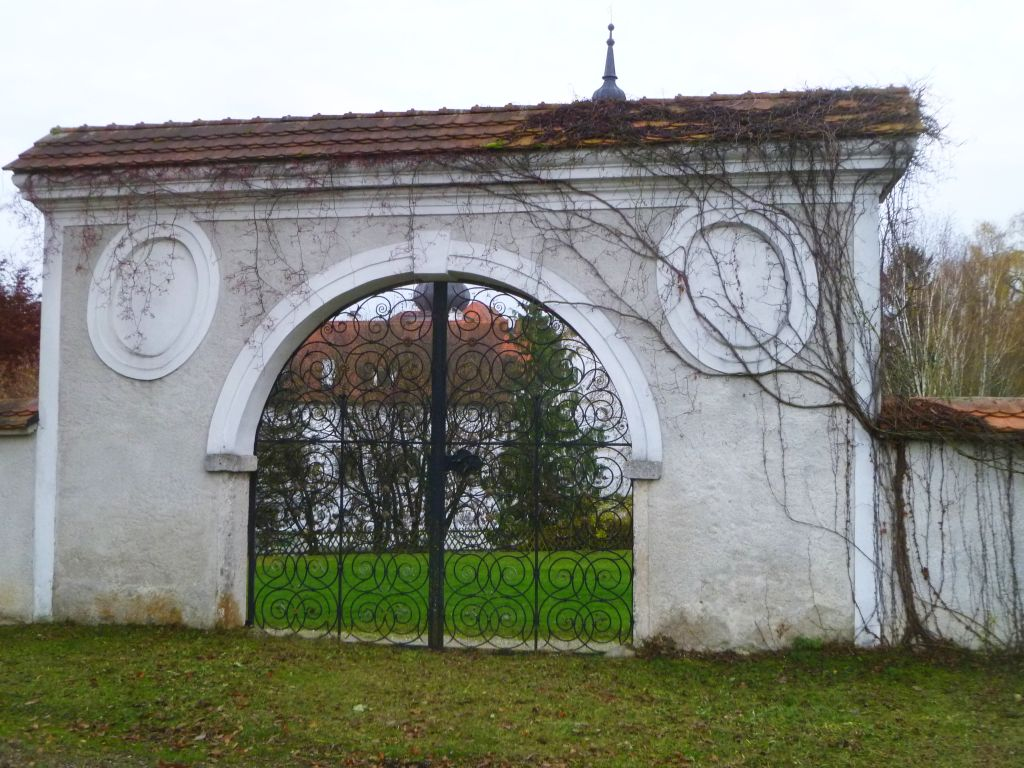
Cancello d'ingresso al parco

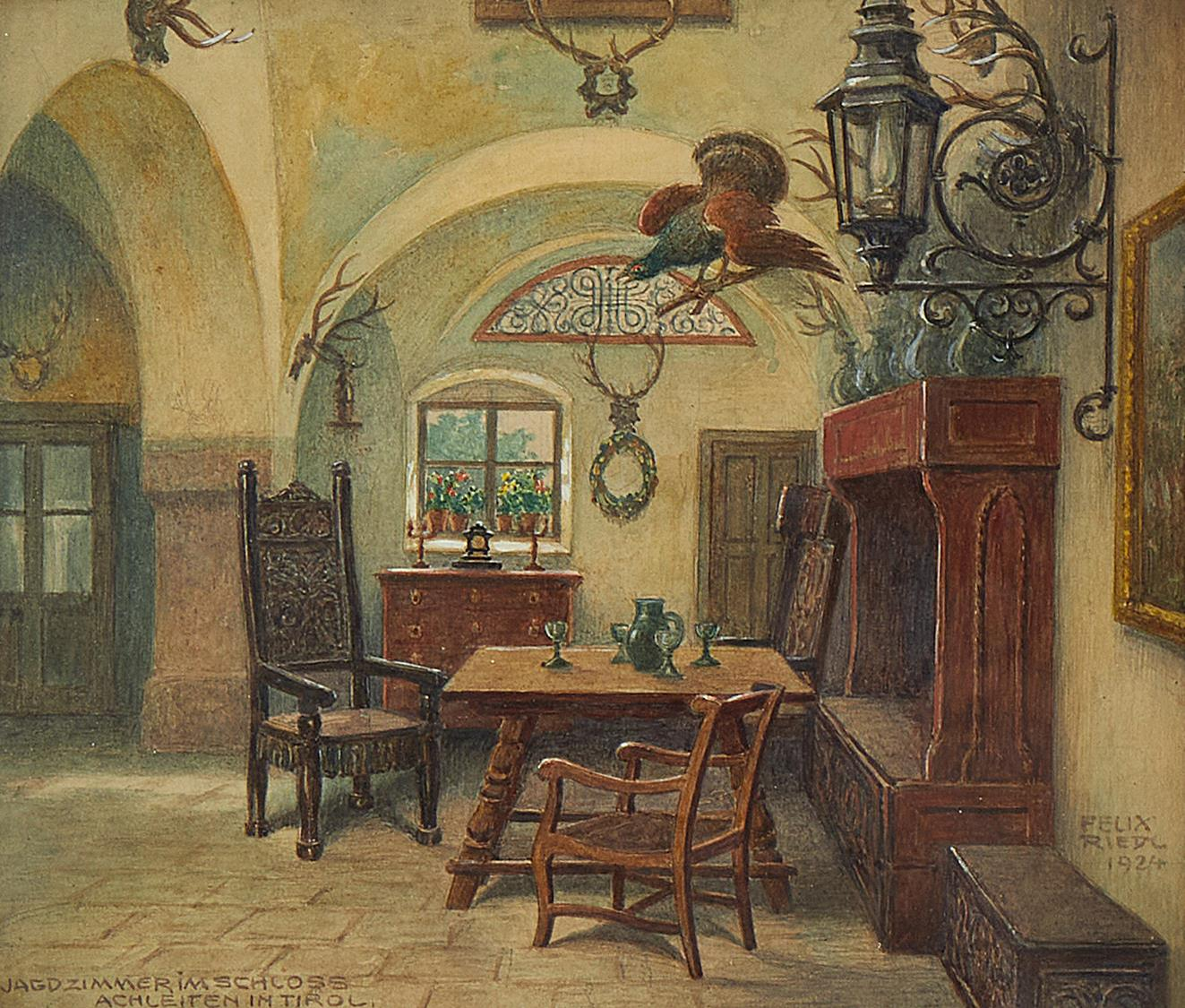
Sala di Caccia del castello di Achleiten in un acquerello su carta di Felix Riedl datato 1924

La zona intorno ad Achleiten apparteneva un tempo al dominio di Tegernsee in Baviera, passando poi a Berchtesgaden e diventando feudo dell'abbazia di Kremsmünster. Nel 1189 il primo signore locale ad essere menzionato nella zona fu Bernhard von Achleiten, membro di una famiglia di ministri legati all'abbazia. Berthold von Achleiten divenne abate di Kremsmünster nel 1219 e Heinrich von Achleiten fu assassinato nel 1266. Nel 1303 il castello divenne probabilmente proprietà del sovrano e durante il XIV secolo i titolari del feudo cambiarono più volte e intanto anche la giurisdizione del sito era ormai passata agli abitanti di Wallse. Nel 1377 Wolfhart von Sinzendorf ne divenne signore grazie al suo matrimonio e la sua famiglia per oltre 200 anni ne mantenne la proprietà. Successivamente la tenuta ebbe vari signori e nel 1602 appartenne a Erhard von Grienthal. A quel tempo i feudatari erano equamente divisi tra il sovrano e il monastero di Kremsmünster e l'antica struttura fortificata si era già trasformata in un castello con fossato adeguato ai tempi. Nel 1643 l'antica cappella del castello venne demolita e altri lavori di ristrutturazione furono eseguiti intorno al 1660. Nel 1674 il Freiherr Philipp Rudolf von Grünthal vendette il castello di Achleiten a Johann Mathias Kastner von Siegmundslust e nel 1692, a causa degli enormi debiti di quest'ultimo, passò al conte e principe arcivescovo di Salisburgo Johann Ernst von Thun und Hohenstein. Insieme a Hehenberg fu inserita in una sostituzione fedecommissaria e rimase alla famiglia Thun fino al 1815. Dopo quella data il vincolo fu sciolto e si tenne un'asta pubblica durante la quale il castello passò al mercante di Linz Franz Planck. Dopo la morte del suo erede Carl von Planck, nel 1880, divenne proprietario del castello Ludwig Ritter von Boschan. Nel XX secolo il castello appartenne alla famiglia Teufenstein fino a quando, nel 1982, fu acquistato dalla famiglia Theurer di Linz e poi ampiamente restaurato. Nel caseificio che allora faceva ancora parte del castello veniva prodotto il famoso Achleitner Schlosskäse. La proprietaria del castello è la campionessa olimpica di dressage del 1980 Elisabeth Theurer. Accanto al castello alla fine del XX secolo è stato allestito un grande centro ippico.

## Descrizione
Il castello si trova a Achleiten, frazione del comune austriaco di Kematen an der Krems nel Distretto di Linz-Land, Land dell'Alta Austria. Le forme recenti del castello risalgono essenzialmente al XVII secolo anche se sono presenti pure alcune murature medievali come in particolare nella torre e nelle fondamenta. Di fronte all'edificio principale residenziale che si sviluppa su tre piani e separato da un fossato si trova un grande fabbricato agricolo a due piani. Il fossato antistante era in origine attraversato da un ponte di legno poi sostituito da un ponte di mattoni. All'angolo occidentale una torre rotonda protegge il cancello d'ingresso. Questa deriva dal mastio del XIII secolo. Le grandi finestre sulla sua superficie furono aperte solo molto più tardi. La copertura è imponente con una struttura a cipolla con lanterna, sulla quale è posta una struttura a cipolla più piccola conclusa da un pomo con banderuola. L'ala di servizio racchiude su tre lati un ampio cortile interno. Una delle facciate sul lato del cortile presenta un porticato con nove colonne. Nel cortile si trova una fontana decorata con figure realizzata da Johann Baptist Spatz nel 1692. Una figura in pietra raffigurante un leone in posizione eretta regge lo stemma del principe arcivescovo Johann Ernst von Thun und Hohenstein. Lo stemma dell'arcivescovo si trova inoltre in più punti all'interno e all'esterno del castello. Si conservano due cartigli di stemmi sul parapetto del recente ponte in pietra. Questo ponte conduce ad un cancello di legno intagliato contrassegnato con la data 1660. La parte abitativa ha forma di cubo con un prolungamento laterale a destra e si tratta probabilmente dei resti di una precedente torre. L'ampio ingresso è sostenuto da pilastri in pietra. I soggiorni sono ben arredati. Nel giardino c'è un padiglione con una sala rettangolare. La sua volta specchiata è decorata con affreschi e stucchi del XVII secolo.

### Bene architettonico tutelato
Il castello di Achleiten è stato posto sotto tutela dei monumenti da parte della Repubblica austriaca col numero 15250.